# Андрейчук Іван Федорович
Іван Федорович Андрейчук (Псевдо: «Вихор»; 1921, с. Середній Майдан, Надвірнянський район, Івано-Франківська область — 8 жовтня 1946, с. Грушка, Тлумацький район, Івано-Франківська область) — хорунжий УПА, командир сотні «Залізні» УПА, лицар Бронзового хреста бойової заслуги. Учасник більш як 18 збройних акцій проти військ НКВС.

## Життєпис
Народився 1921 року у селі Середній Майдан Надвірнянського повіту в сім'ї селян Федора і Василини Андрейчуків. Закінчив народну школу в рідному селі.
В 1938 р. вступив до ОУН(р).
У 1940 р. через скрутне матеріальне становище їде на заробітки в Донбас, де працював електриком. Влітку 1941 р. повернувся в рідне село.
В грудні 1941, забраний німецькою окупаційною адміністрацією на примусові роботи в Німеччину. Повернувся звідти влітку 1943 р. і перейшов у підпілля через можливість арешту.
Пройшов військовий вишкіл у с. Білі Ослави Надвірнянського району. Там прийняв присягу біля синьо-жовтого і червоно-чорного прапорів. Воював у курені «Чорного». Завдяки своїм здібностям і відвазі дістав псевдо «Вихор». Згодом його призначили ройовим, а через деякий час чотовим, яким перебував до весни 1945 року. 
Стрілець, ройовий, чотовий у сотні «Залізні» ТВ-22 «Чорний ліс» в 1944—1945 рр.
За відвагу в боях 1 лютого 1945 р. нагороджений КВШ УПА Бронзовим Хрестом Бойової Заслуги.
Наказом ГВШ УПА ч. 3/45 від 10 жовтня 1945 р. підвищений до звання булавного з дня наказу.
В грудні 1945 р. призначений командиром сотні «Залізні» куреня «Смертоносці» ТВ-22 «Чорний ліс» ВО-4 «Говерла» УПА-Захід в званні старшого булавного. Сотня в основному оперувала на Тлумаччині, Отинійщині, Коропеччині (Тернопілля), Надвірнянщині і частково у Чорному Лісі.  За спогадами Миколи Барчука, колишнього повстанця, політв'язня, жителя Надвірної:

| Очоливши сотню, нещадно громив банди НКВД. Дисципліну у сотні тримав залізну. Крім суворої дисципліни, якої додержувався сотенний «Вихор», він ще був великим інтелектуалом, дуже ввічливою людиною. За весь час перебування в сотні я ні разу не чув від командира, щоби він звертався до повстанців на «ти», тільки на «ви» і далі на псевдо. Сотенний «Вихор» не розлучався з Кобзарем Т.Шевченка. Перед сніданком і після вечері, навіть при небезпечних ситуаціях вся сотня ставала на коліна до молитви, за винятком розвідників, стежі і стійкових.[1] |
Восени 1946 р. розпускає сотню для того, щоб повстанці невеликими групами перезимували.
Загинув на хуторі Кучерівка поблизу села Грушка Тлумацького району 8 жовтня 1946 р.
За іншими даними (спогади колишнього повстанця Миколи Барчука), «14 жовтня 1946 р. «Вихор» з охороною потрапив у засідку НКВД і загинув геройською смертю, не здавшись живим у руки ворога. Де похований - невідомо. Знаємо лише від одного з стрільців, що його мертвого привезли у тюрму м. Тлумача.» 
Наказом ГВШ УПА ч. 1/48 від 12 червня 1948 р. присвоєне звання хорунжого з дня 7 жовтня (посмертно).

## Нагороди
- Згідно з Виказом старшин УПА-Захід від 1.09.1946 р. старший булавний УПА, командир сотні «Залізні» Іван Андрейчук — «Вихор» нагороджений Бронзовим хрестом бойової заслуги УПА[11].

## Вшанування пам'яті
21.11.2017 р. від імені Координаційної ради з вшанування пам'яті нагороджених Лицарів ОУН і УПА у с. Зелена Надвірнянського р-ну Івано-Франківської обл. Бронзовий хрест бойової заслуги УПА (№ 026) переданий Ользі Бевзюк, племінниці Івана Андрейчука — «Вихора».